# Малый Сеполь
Малый Сеполь — река в России, протекает в Кочёвском районе Пермского края. Устье реки находится в 27 км по правому берегу реки Сеполь. Длина реки составляет 14 км.
Исток реки на Верхнекамской возвышенности у деревни Воробьево в 15 км к северо-западу от села Кочёво. Течёт преимущественно в восточном направлении, всё течение проходит по ненаселённому лесу. Приток — Необ (правый). Впадает в Сеполь у нежилой деревни Долгоево в 3,5 км к северо-западу от села Кочёво.

## Данные водного реестра
По данным государственного водного реестра России относится к Камскому бассейновому округу, водохозяйственный участок реки — Кама от истока до водомерного поста у села Бондюг, речной подбассейн реки — бассейны притоков Камы до впадения Белой. Речной бассейн реки — Кама.
По данным геоинформационной системы водохозяйственного районирования территории РФ, подготовленной Федеральным агентством водных ресурсов:
- Код водного объекта в государственном водном реестре — 10010100112111100002591
- Код по гидрологической изученности (ГИ) — 111100259
- Код бассейна — 10.01.01.001
- Номер тома по ГИ — 11
- Выпуск по ГИ — 1